# Rheumatobates vegatus
Rheumatobates vegatus är en insektsart som beskrevs av Drake och Harris 1942. Rheumatobates vegatus ingår i släktet Rheumatobates och familjen skräddare. Inga underarter finns listade i Catalogue of Life.